# جامعة هليوبوليس
جامعة هليوبوليس للتنمية المستدامة هي جامعة مصرية غير ربحية، تُعد أول جامعة في الشرق الأوسط تتخذ التنمية المستدامة مبدأً استرشاديًا شاملاً لها. وهي إحدى مبادرات مؤسسة «سيكم»، إذ أسسها إبراهيم أبو العيش عام 2009م، وتقع في حي مدينة السلام بمحافظة القاهرة، وبدأت الدراسة فيها خلال العام الدراسي (2012-2013) بكليات الهندسة والصيدلة والإدارة والاقتصاد.

## الرؤية
تعمل جامعة هليوبوليس للتنمية المستدامة على العملية المجتمعية لدى الطلبة والمجتمع عبر اسلوب تدريس يجمع بين التعلم والبحث العلمي والممارسة، مع احتياجات المجتمع المصري ومواجهة التحديات الحالية والمستقبلية والمشاكل الملحة والمساهمة في تحقيق التنمية المستدامة من خلال مفاهيم الابتكار، والتعاون، والتكنولوجيا.

## الكليات
- إدارة الأعمال والاقتصاد

واقسامها (التسويق والإدارة والمحاسبة والتمويل والاقتصاد)
وتمنح درجة البكالريوس في إدارة الأعمال والاقتصاد.
- الهندسة المستدامة

وأقسامها (الطاقة المتجددة - المياه - هندسة الميكاترونكس - العمارة الخضراء)..
وتمنح درجة البكالريوس في تلك التخصصات
- الصيدلة

وأقسامها (النباتات الطبية – كيمياء الصيدلة – العقاقير والكيمياء الحيوية – إدارة الصيدليات – الصيدلة الأكلينيكية)
وتمنح درجة بكالريوس العلوم في الصيدلة.
- العلاج الطبيعي
- الزراعة الحيوية[1]

## المقر
يقع مقر الحرم الجامعي الحالى في بيئة مثالية بضاحية مصر الجديدة وعنوانها 2 طريق بلبيس.

## العلاقات الدولية
تعمل جامعة هليوبوليس للتنمية المستدامة مع عدد كبير من الجامعات العالمية ومؤسسات البحوث الدولية عبر مذكرات تفاهم تعزز التعاون بينهم في كافة المجالات،
بما يتيح تنفيذ برامج تبادل الطلاب لإنشاء وتطوير البرامج الدراسية المشتركة، إلى جانب علاقاتها القوية ودورها الفعل بالمجتمع الأكاديمي داخل النطاق الاورومتوسطي، بكونها عضوا رسميا في الجامعة الأورو – متوسطية، وهي كذلك شريك في المركز الإقليمي للخبرات في مجال التعليم والتنمية المستدامة بالقاهرة والمعترف بها من قبل جامعة الأمم المتحدة في طوكيو باليابان.
وتعد جامعة هليوبوليس للتنمية المستدامة من الموقعين على الميثاق الكبير للجامعات (إيطاليا) وهي أيضا شريك للمركز الإقليمى لخبرة التعليم وللتنمية المستدامة في القاهرة والمعترف بها من قبل جامعة الأمم المتحدة في طوكيو
الشركاء الاكاديميون لجامعة هليوبوليس:
- جامعة الانوس في بون، ألمانيا في علم الاقتصاد والآداب والفنون
- جامعة القاهرة في مصر
- ''جامعة بوخوم في ألمانيا في مجال الميكانيكا الإلكترونية
- جامعة ماربورج في ألمانيا
- جامعة أخن في ألمانيا
- جامعة ديلفت للتكنولوجيا في ألمانيا
- جامعة جراتز في النمسا
- جامعة هوهن هايم في ألمانيا
- جامعة أوسنابروك في ألمانيا

## روابط
www.hu.edu.eg